# Phragmatobia boursini
Phragmatobia boursini är en fjärilsart som beskrevs av Daniel 1935. Phragmatobia boursini ingår i släktet Phragmatobia och familjen björnspinnare. Inga underarter finns listade i Catalogue of Life.